# NGC 3294
NGC 3294 é uma galáxia espiral (Sc) localizada na direcção da constelação de Leo Minor. Possui uma declinação de +37° 19' 29" e uma ascensão recta de 10 horas, 36 minutos e 16,0 segundos.
A galáxia NGC 3294 foi descoberta em 17 de Março de 1787 por William Herschel.